# Perkussionsrevolver
Ein Perkussionsrevolver ist ein Revolver, bei dem ein Perkussionsschloss ein separates Zündhütchen für die Treibladung des Geschosses zündet. Sie sind Vorderlader und stellen das Bindeglied zwischen den ersten mehrschüssigen Faustfeuerwaffen, wie etwa dem Bündelrevolver, und modernen Hinterladern für Metallpatronen dar.
Im Gegensatz zum heute üblichen Hinterlader-Revolver mussten Treibladungen und Geschosse, resp. die Papierpatronen von vorn in die Kammern der Revolvertrommel eingeführt werden. Am hinteren Ende jeder Kammer war ein Piston für das Zündhütchen eingeschraubt, das über ein Zündloch die Treibladung zündete.

## Geschichte

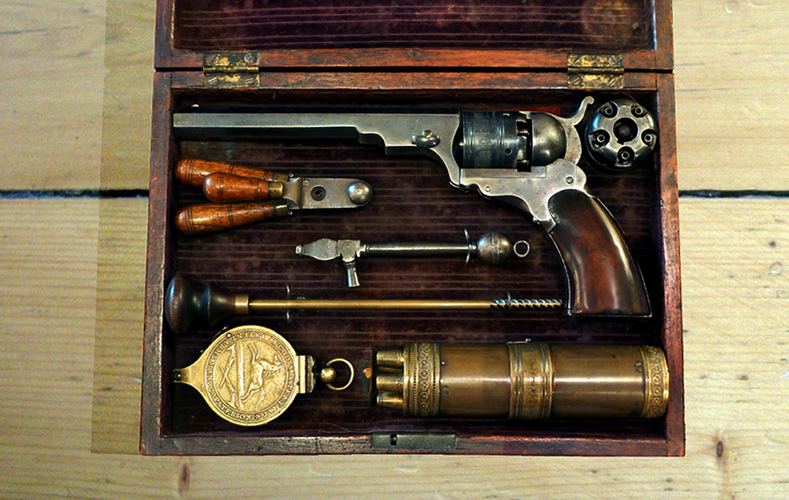
Colt-Paterson-Perkussionsrevolver, 2nd Belt Model, hergestellt 1838–1840

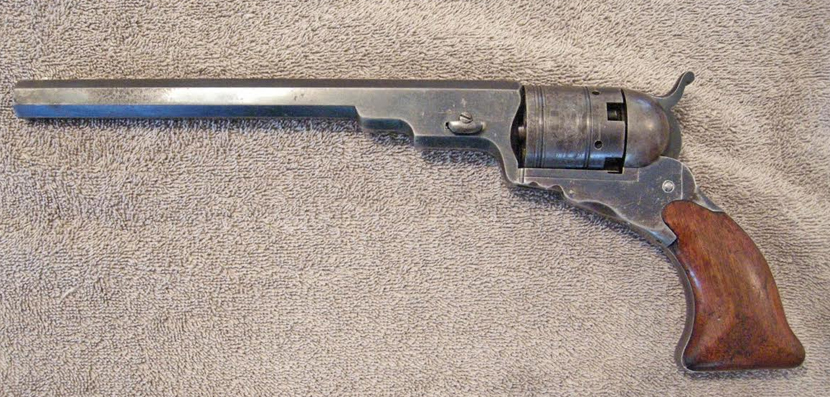
Colt „Texas“ Paterson 5th Model

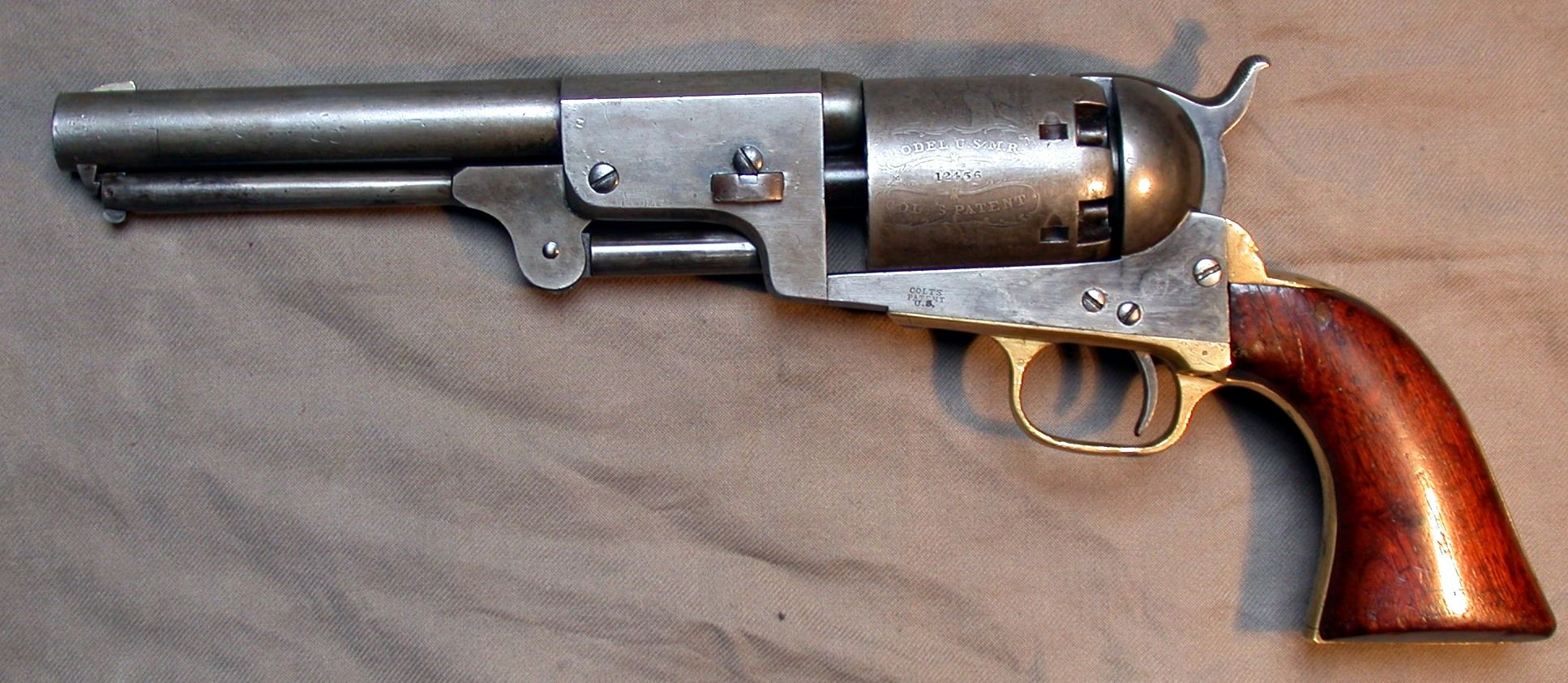
Perkussionsrevolver; Colt Dragoon Model 1848, Kal. .44

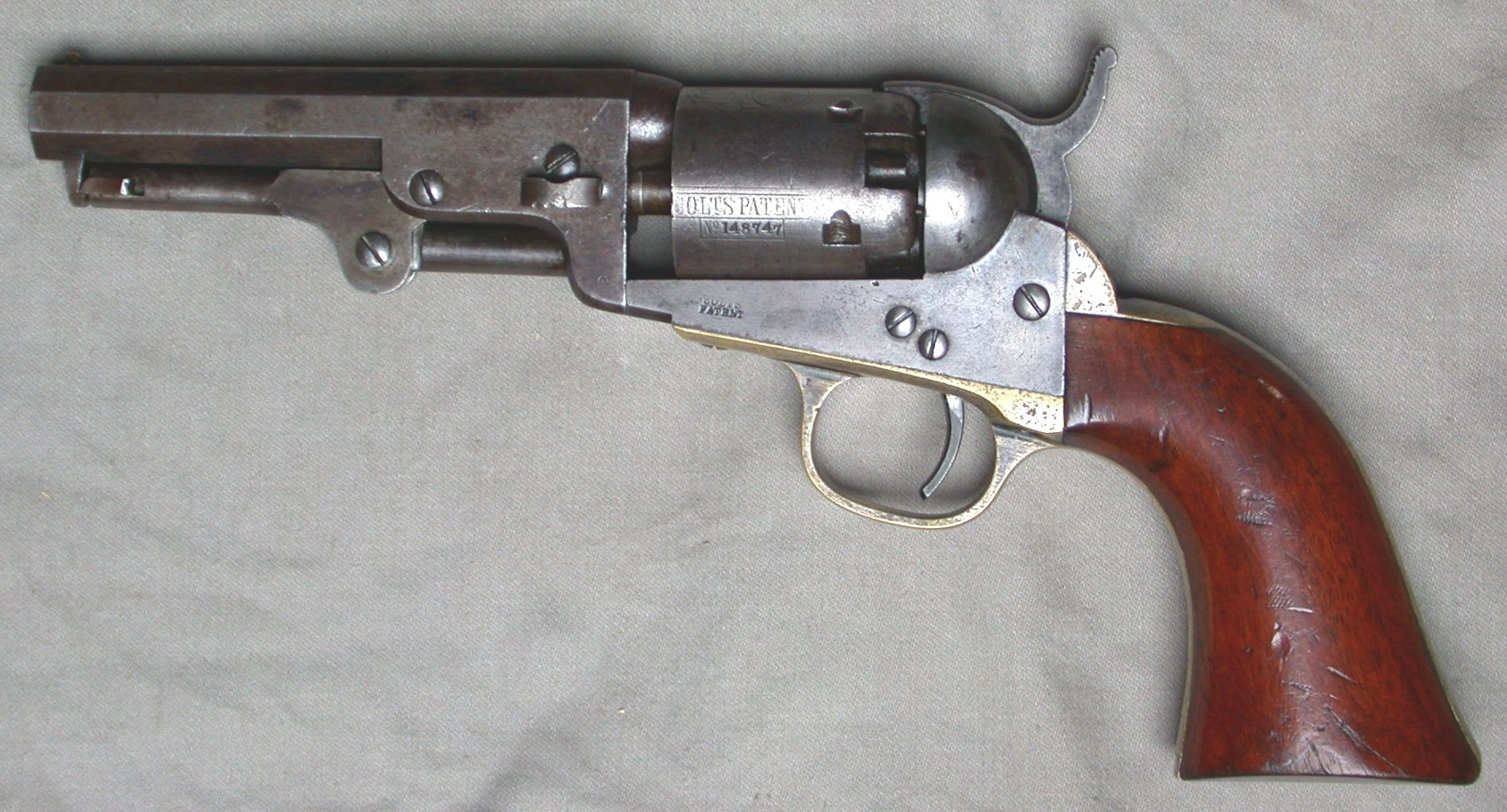
Perkussionsrevolver; Colt Pocket Model 1849, Kal. .31

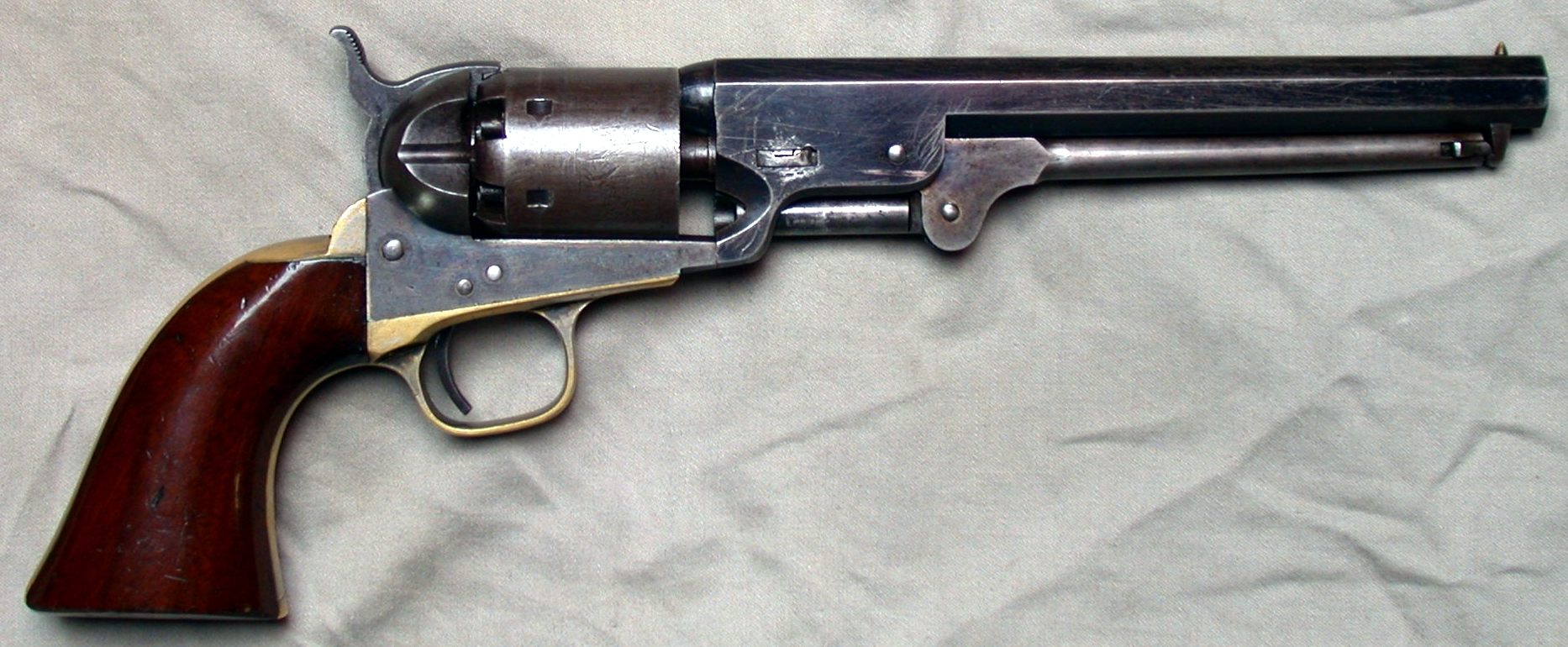
Perkussionsrevolver; Colt Navy Model 1851, Kal. .36

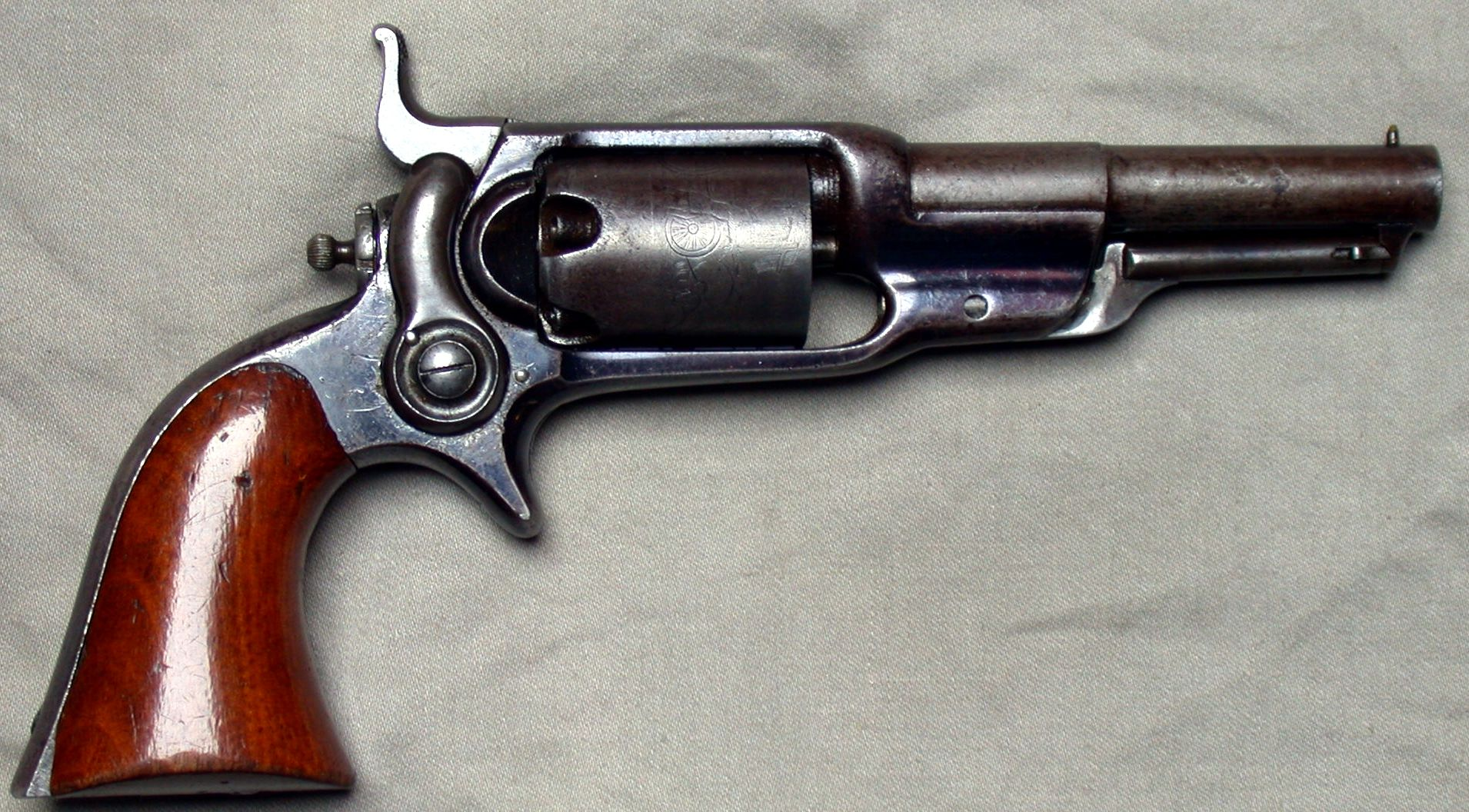
Perkussionsrevolver; Colt Root’s Model 1855, Kal. .31

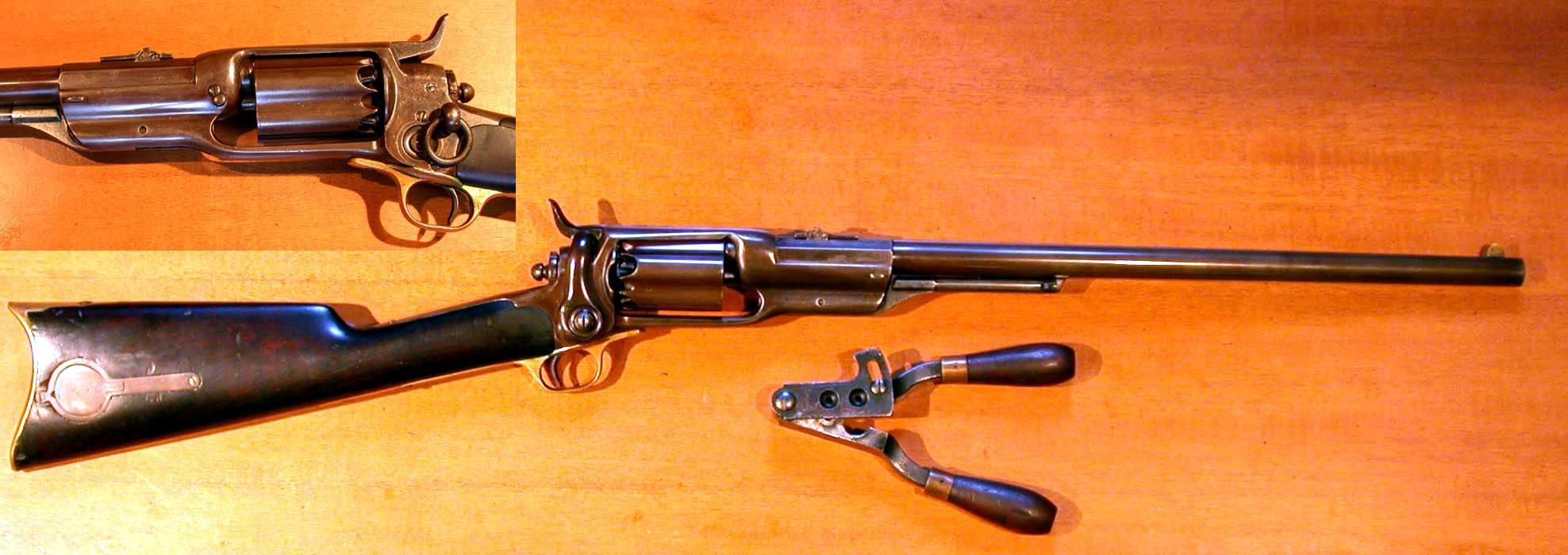
Colt Root’s Carbine Model 1855 .56 cal. fünfschüssig, Kugelgießzange

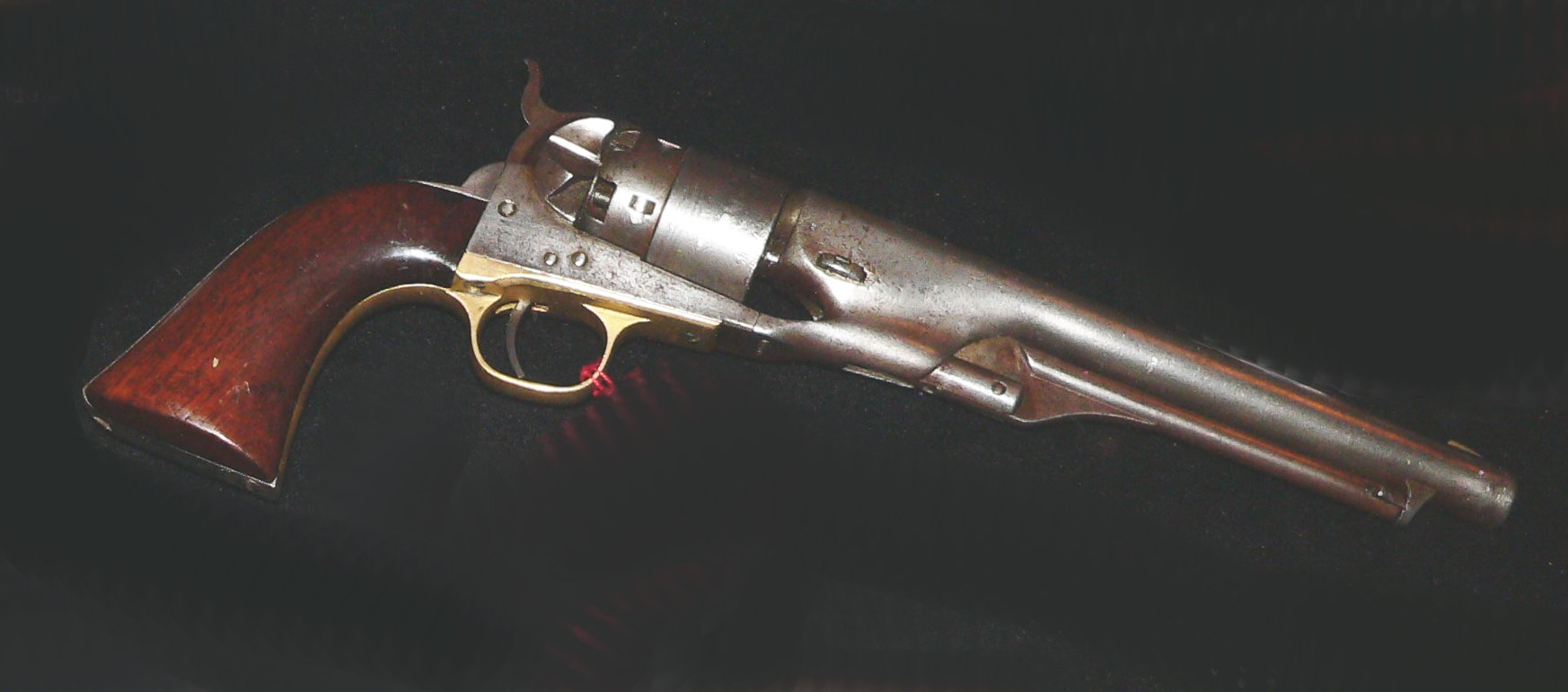
Perkussionsrevolver; Colt Army Model 1860, Kal. .44

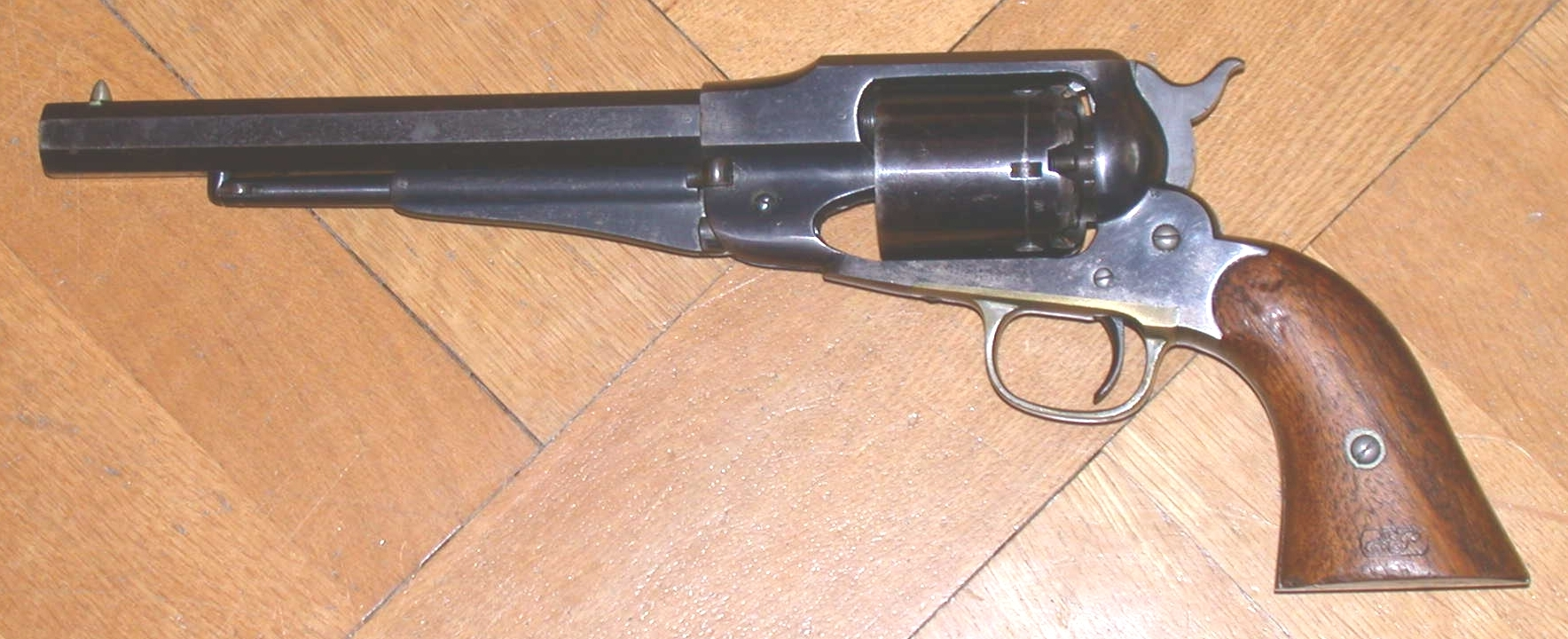
Remington New Model Army Kaliber .44

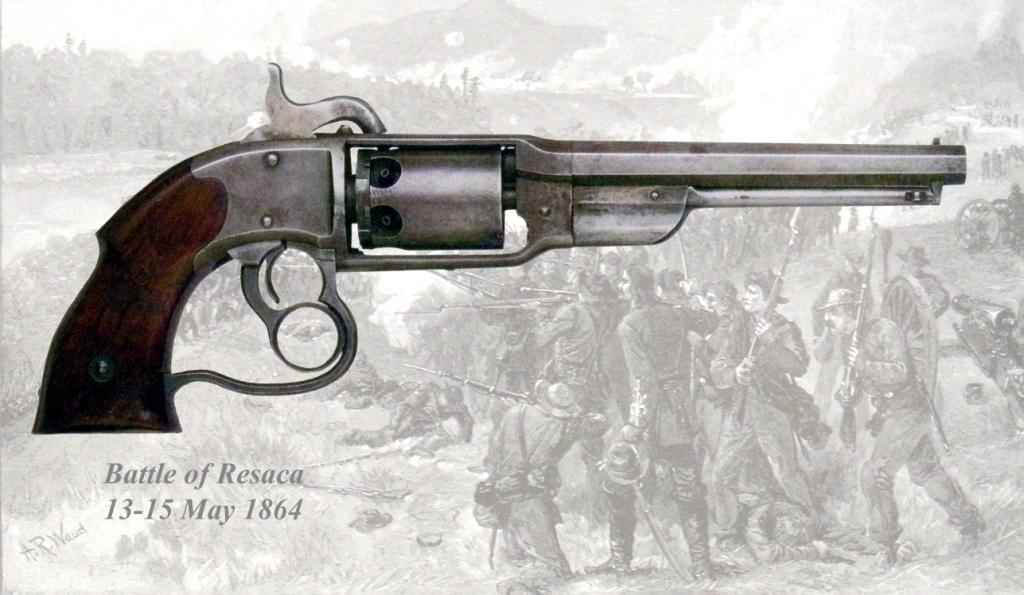
Savage-Navy-cal.36-Revolver, hergestellt 1860/61 bei Savage Revolving Fire-Arms Co. Middletown, CT

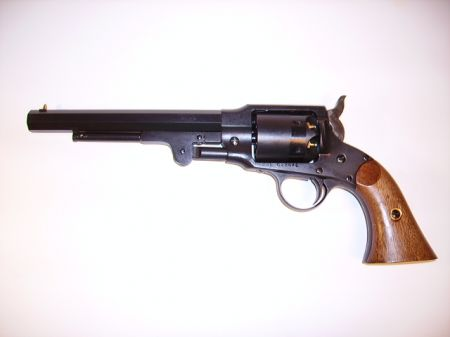
Rogers-&-Spencer-Revolver von 1865

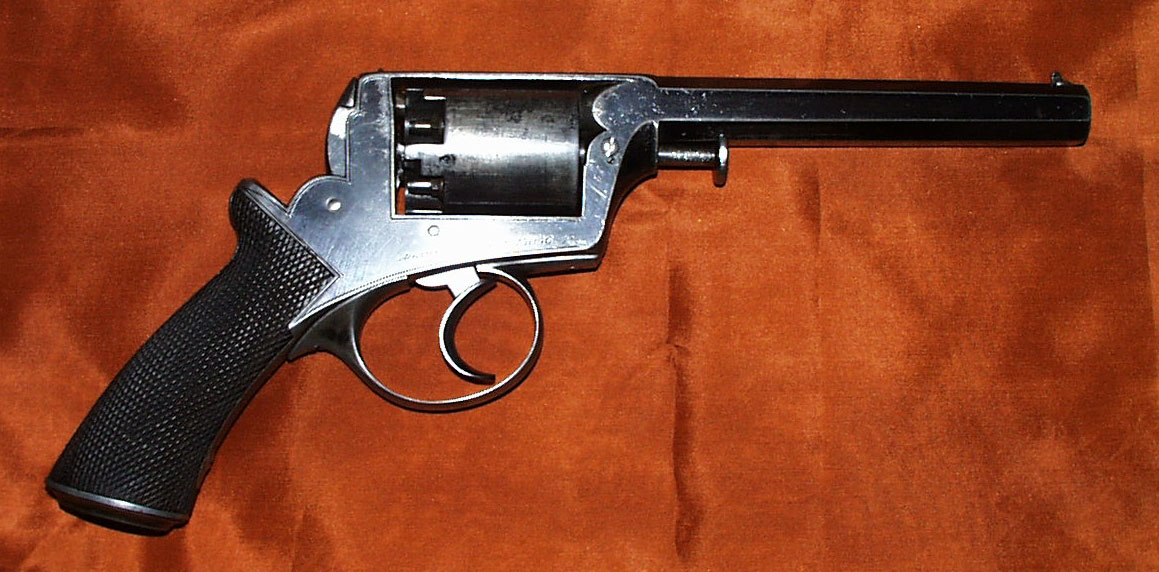
Adams-Perkussionsrevolver aus dem Jahr 1854

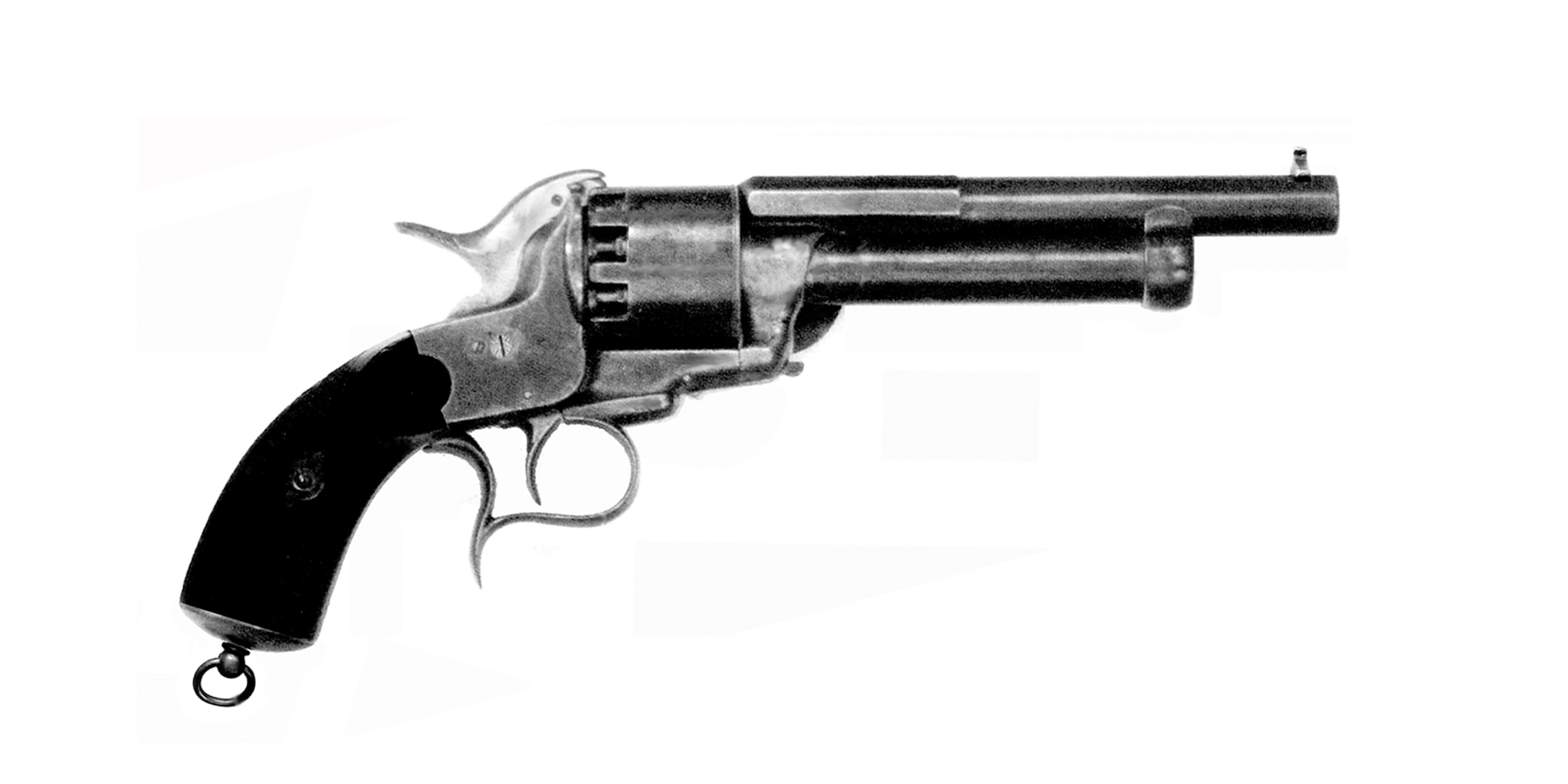
LeMat-Perkussionsrevolver

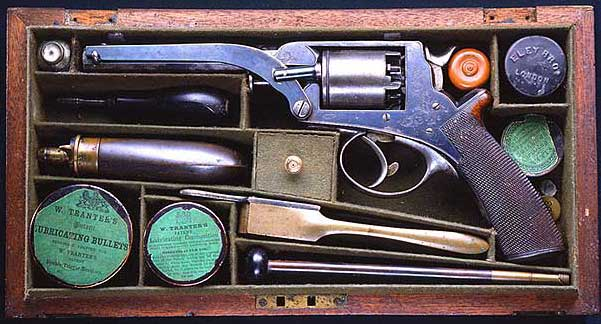
Tranter-Revolver aus dem Jahre 1863, in Holzkiste mit komplettem Zubehör

Im Jahr 1835 beantragte der erst 21 Jahre alte Samuel Colt in Großbritannien ein Patent für einen Revolver, der als Colt Paterson bekannt wurde. Durch die Anmeldung in Großbritannien hielt er sich die Möglichkeit offen, das gleiche Patent auch in Frankreich und den USA anzumelden. Umgekehrt wäre dies aus rechtlichen Gründen nicht möglich gewesen. Da andere Erfinder dieser Zeit selten Patente in mehreren Ländern anmeldeten, ist davon auszugehen, dass Colt seine Erfindung international, auch bei den Militärs, vermarkten wollte.
Das britische Patent Nr. 6.906 vom 22. Oktober 1835 und das US-amerikanische Patent Nr. 9.430x vom 25. Februar 1836 sicherten ihm bis 1856 die alleinige Umsetzung einer Reihe von Ideen. Diese betrafen vor allem die Trennung der Zündhütchen als Schutz gegen eine gleichzeitige Zündung mehrerer Trommelbohrungen und die Bewegung und Festsetzung der Trommel, also die exakte Positionierung der Trommelbohrung vor dem Lauf.
Eine Legende über diese Erfindung besagt, Samuel Colt sei auf diese Idee gekommen, als er 1834 mit dem Schiff von England in die USA reiste. Er beobachtete, wie der Steuermann sein Steuerrad mit Hilfe eines Holzbolzens von unten arretierte. Somit blieb das Ruder gerade und das Schiff auf Kurs. Colt war von dieser Mechanik begeistert und schnitzte sofort ein Modell seiner Idee. Noch im selben Jahr ließ er vom Büchsenmacher John Pearson ein Modell anfertigen. Es wird jedoch auch vermutet, dass Colt im Royal United Service Museum in Whitehall einen Schnappschlossrevolver aus der Zeit vor 1650 gesehen haben könnte. Diese Waffe im Kaliber .500 hat bezüglich der Trommelarretierung viele Gemeinsamkeiten mit dem von Colt entwickelten Revolver.
Colts Cousin Dudley Selden wurde mit der Gründung der Patent Arms Manufacturing Company beauftragt. Die in Paterson (New Jersey) ansässige Firma sollte nach dem Willen des Erfinders Colt-Perkussionsrevolver und Revolvergewehre an das Militär verkaufen. Die Investoren verlangten jedoch eine schnelle Umsetzung und die Bedienung des privaten Waffenmarktes. Das Ergebnis war eine übereilte Einführung, so dass die US-Armee im Juni 1837 die Waffe ablehnte. Zum Nachladen musste der Colt Paterson zerlegt werden und es gab ein umfangreiches Zubehör, welches im Truppenalltag verloren gehen konnte. Außerdem wurde die Waffe als zu teuer und zu komplex für eine Serienfertigung angesehen. Schließlich musste die Firma 1841 schließen.
Als 1846 der Krieg mit Mexiko begann, verfügte die texanische Regierung schon über einige Colt Paterson-Revolver. Nach Gesprächen mit Captain Samuel H. Walker wurde am 4. Januar 1847 zwischen Samuel Colt und der US-Regierung ein Vertrag über 1000 Revolver im Kaliber .44 abgeschlossen. Da Colt keine eigene Fabrikationsstätte hatte, wurden die Waffen in der Waffenfabrik von Eli Whitney in Whitneyville, Hamden, (Connecticut), hergestellt. Bekannt wurden sie als Whitneyville-Walker-Revolver. Ab Juli 1847 wurden die Waffen mit der offiziellen Bezeichnung Colt Model 1847 Army Revolver ausgeliefert.
Wichtige Verbesserungen am Whitneyville-Walker gegenüber dem Paterson waren seine größere Robustheit und die Möglichkeit einer stärkeren Ladung, auch wenn diese durch ein Mehrgewicht erkauft werden mussten. Die Waffe wog nun mehr als 2 kg. Sie hatte statt eines einklappbaren Abzugs einen durch einen Abzugsbügel geschützten Abzug. Außerdem wurde der früher als Zubehörteil gelieferte Ladehebel jetzt direkt an der Waffe unter dem Lauf angelenkt.
In seinem nächsten Anlauf war Samuel Colt vorsichtiger als bei seinem ersten Versuch in Paterson. Wie vertraglich abgemacht, konnte Colt die Maschinen und Werkzeuge von Eli Whitney übernehmen und in Hartford, Connecticut die Produktion wiederaufnehmen, diesmal in eigener Regie. Seine 1847 gegründete Firma war kleiner, fest in seiner Hand und befand sich in angemieteten Räumen in Hartford. Bereits im Dezember 1847 traf die Bestellung für 1000 weitere Revolver für die US-Armee ein. Viele Fertigungsaufträge wurden an Subunternehmer vergeben.
Insgesamt wurden über 7000 Revolver des Nachfolgemodells Dragoon (auch: Old Model Army, sechsschüssig: Model 1848) an die US-Armee verkauft, zusammen mit der zivilen Produktion wurden über 20.000 Dragoons hergestellt.
Neben der eigentlichen Waffe brachte Colt auch die industrielle Fertigung voran, was sich nicht nur in größeren Produktionszahlen, sondern auch in einer Austauschbarkeit von Teilen und somit einer schnellen und einfachen Ersatzteilversorgung niederschlug.
Bis 1850 gab es wenig Konkurrenz für Samuel Colt. Auf dem europäischen Kontinent wurden Revolver nur von Devisme und Lenormand in Handarbeit hergestellt. In England gab es keinen einzigen Hersteller, und in den USA wurden ansonsten nur Bündelrevolver produziert. 1850 stellte dann die Massachusetts Arms Company aus Chicopee Falls einen von Edwin Wesson modifizierten Leavitt-Revolver vor, für den am 28. August 1849 das US-Patent 6.669 vergeben wurde. Colt gewann einen Prozess gegen die Massachusetts Arms Company, die Kosten und Strafe in Höhe von 65.000 Dollar zahlen musste. Damit hatte Colt bis 1856 die alleinigen Produktionsrechte für Single-Action-Revolver in den USA.
Anfang der sechziger Jahre kamen dann in den USA zahlreiche andere Anbieter von Perkussionsrevolvern auf den Markt. Der erfolgreichste war Remington Arms, Ilion, NY, andere waren der Rogers & Spencer Perkussionsrevolver, die Revolver von Starr, Whitney, Savage, Cooper und Joslin. Die meisten dieser Waffen wurden im Amerikanischen Bürgerkrieg auf der Seite der Unionstruppen verwendet. Die Südstaaten waren knapp an Faustfeuerwaffen und kauften solche in Europa (Englische Adams-Revolver und aus Frankreich Revolver mit Lefaucheux-Zündung). Daneben wurden mehr oder weniger genaue Kopien von Colt-Revolvern hergestellt (Griswold & Gunnison, Leech & Rigdon, Dance Bros.). Besonderes Interesse verdient der LeMat-Revolver, der zentral in der Trommelachse einen Schrotlauf hatte.
1851 hatte Colt den Konstrukteur Elisha K. Root eingestellt. Root modernisierte nicht nur die Produktion, indem er neue Maschinen einführte, er entwickelte auch die Revolver weiter, so einen Taschenrevolver mit geschlossenem Rahmen in den Kalibern .28 und .31. und ein Gewehr nach dem gleichen Prinzip.
Nun machte man sich daran, auch neue Märkte, wie etwa Europa, zu erschließen. So baute man 1852 im Londoner Stadtteil Pimlico bei der Vauxhall Bridge eine Fabrik, in der 230 Mitarbeiter angestellt waren. 1854 erhielt man dann einen Auftrag über 4000 Navy Revolver Modell 1851 für die britische Marine. Bis 1873 verkaufte man so weltweit rund 850.000 Perkussionsrevolver, bei welchen die Trommel durch das Spannen des Hahns weitergedreht wurde (Single-Action).
Ausgerechnet ein Angestellter von Colt, Rollin White, entwickelte einen Lademechanismus für Revolver, welcher Colts Firma später Probleme brachte. Dieser Lademechanismus bedingte eine zylindrisch durchbohrte Trommel, was Rollin White in seiner Patentanmeldung auch deutlich beschrieb. Zur Herstellung des Versuchsmodells verwendete er Komponenten eines Coltrevolvers. Da sich niemand für den Lademechanismus interessierte, weil er zu aufwändig erschien, verkaufte White das Patent vom 3. April 1855 an die Partner Horace Smith und Daniel Wesson. Diese brachten zwei Jahre später den ersten Patronenrevolver auf den Markt (Smith & Wesson No 1). Colt war es bis in die späten sechziger Jahre verwehrt, einen Patronenrevolver mit durchgehend zylindrisch durchbohrter Trommel auf den Markt zu bringen.
Bei der ersten Weltausstellung im Londoner Kristallpalast im Mai 1851 änderte sich jedoch die Situation für den europäischen Markt. Zwar meinte die Times über Colts Revolver, dass sie ein neues Impfmittel gegen die wilden Stämme sind, die den Weg in die Wildnis behindern, und dass der sechsschüssige Revolver mit höchster Wahrscheinlichkeit jede andere derzeitige bei Kavallerie oder jeder anderen militärischen Kraft benutzte Schusswaffe übertrifft, jedoch gab es einen kleinen Stand mit einem neuen Revolver. Hierbei handelte es sich um eine von Robert Adams unter der britischen Patentnummer 13.527 am 24. Februar 1851 patentierte Waffe.
Bei Adams-Revolvern bestanden Rahmen und Lauf aus einem Stück, die wesentlichen Konstruktionsmerkmale der Trommel waren gleich. Der größte Unterschied war die Art der Schussauslösung. Der Adams-Revolver war selbstspannend (Double-Action-Only), der Colt-Revolver verfügte über einen Single-Action-Abzug.
Am 10. September 1851 gab es dann im Royal Arsenal in Woolwich ein öffentliches Vergleichsschießen auf 50 Yards Entfernung. Im Gegensatz zum Revolver von Colt gab es bei der Waffe von Adams keine Zündversager und die Waffe konnte in 38 Sekunden statt in 58 Sekunden nachgeladen werden. Zudem war die Präzision, auch bei der Verwendung unterschiedlicher Geschosse, größer. Die fünfschüssige Waffe war zudem 681 g leichter als der 1985 g schwere Colt Revolver.
Lieutenant Beaumont von den britischen Royal Engineers ließ 1855 eine Erfindung patentieren, die den Single-Action-Abzug und Double-Action-Only-Abzug kombinierte. Dieser neue Double-Action-Abzug wurde bald durch die Beaumont-Adams-Revolver am Markt etabliert, die nun auch den fest angebrachten Ladehebel übernommen hatten.
Als die verschiedenen Patente für Perkussionsrevolver ausliefen, stieg die Produktion in den Vereinigten Staaten und Großbritannien an. George Daw produzierte in London Revolver, die den Colt-Modellen sehr ähnlich waren, James und Philip Webley hatten schon seit 1835 in Birmingham Perkussionsschlösser gebaut und nutzten ihre Erfahrung nun für den Bau von Revolvern.
William Tranter fertigte verschiedene Revolver. So patentierte er 1853 einen Revolver mit überlangem Abzugszüngel. Dieses ragte durch den Abzugsbügel hindurch. Drückte man den unteren Teil, wurde der Hammer wie bei einem Single-Action-Revolver gespannt. Drückte man den Teil innerhalb des Abzugsbügels, löste sich der Schuss. Diese Erfindung machte es möglich die Waffe mit zurückgezogenem Hammer in den Anschlag zu bringen und präzise (mit wenig Druck durch den Finger) den Schuss auszulösen. Weitere bekannte Hersteller dieser Zeit waren Nagant in Belgien sowie Rast & Gasser in Österreich.
Es kam auch zu Kuriositäten wie dem 1859 von John Walsh entwickelten Revolver, der in sechs Kammern jeweils zwei Ladungen hintereinander einbrachte. Somit standen dem Schützen zwölf Schuss zur Verfügung. Dr. Le Mat (New Orleans) erfand den neunschüssigen LeMat Percussion Revolver mit einem Zusatzlauf für einen Schrotschuss. Enouy Joseph entwickelte 1855 sogar einen 42-schüssigen Revolver. An einer Spindel befanden sich sieben Trommeln mit je sechs Kammern. Die Waffe war jedoch zu groß um wirklich praktisch zu sein.
Der amerikanische Markt wurde lange Zeit von Colt angeführt, obwohl vor allem die englischen Modelle von Webley & Scott sowie Adams eine starke Konkurrenz waren. Erst der Sezessionskrieg (1861–1865) kurbelte die Produktion weiter an. Mehrere Revolver pro Mann am Gürtel und/oder am Sattel waren in den ersten Kriegsjahren und in den Südstaaten bis zuletzt die bevorzugt verwendete Waffe der Kavallerie, bevor sie im Norden wieder zunehmend von Repetierkarabinern verdrängt wurden. Vor allem die Südstaaten mussten verstärkt auf Importmodelle zurückgreifen, da die größten amerikanischen Firmen alle im Norden angesiedelt waren. Auch wurden eigene Modelle entworfen, die entweder Kopien von Colts waren oder zum Beispiel der LeMat-Revolver aus New Orleans, welcher eine Eigenerfindung eines Waffenschmiedes war.

### Perkussionsrevolver heute
Ab Anfang der 1960er Jahre wurde das Schießen mit Vorderladern, speziell mit Perkussionsrevolvern in den Vereinigten Staaten immer beliebter, was sich auch auf Europa übertrug. Heute werden vor allem in Italien hergestellte Nachbauten der damaligen fünf- oder sechsschüssigen Perkussionsrevolver von Colt, Remington, Rogers & Spencer verwendet.

## Handhabung von Perkussionsrevolvern

### Vorbereitung
Bei der Inbetriebnahme eines Perkussionsrevolvers setzt man zuerst nur die Zündhütchen auf die Pistons und feuert diese dann alle ab (ohne hier vorher die Trommel zu beladen). Hierdurch wird sichergestellt, dass sich kein Öl oder Feuchtigkeit in der Pulverkammer befindet. Zum Laden richtet man die Waffe dann mit dem Lauf nach oben und bringt den Hahn auf Ladestellung, die Trommel kann nun von Hand gedreht werden.

### Pulver und Munition
Man füllt in die Pulverkammer eine abgemessene Menge an Schwarzpulver ein. Die Menge ist je nach Kaliber und Waffengröße verschieden.
Die empfohlene Menge lautet bei Kurzwaffen: 0,1 Gramm pro Millimeter Kaliber, z. B. bei Kaliber .36: 0,36 × 25,4 = 9,144 mm (Kaliber); 9,144 mm × 0,1 = 0,9144 Gramm Schwarzpulver.
Dann wird ein Blättchen aus Filz, Papier oder ähnlichem auf das Pulver gelegt. Diese Einlage verhindert, dass das Fett von der Kugel das Pulver unbrauchbar macht. Die Kugeln sind eingefettet um sie leichter laden zu können und einen sicheren Verschuss zu gewährleisten.
Im nächsten Schritt werden dann die Bleigeschosse (Projektil) in die Trommel eingeführt. Anfänglich wurden die Revolver mit Rundkugeln geladen, die ein wenig größer als das Kaliber waren. Man nennt dies überkalibrig: Beispielsweise bei Kaliber .44 war die Kugel .451.
Die Coltrevolver wurden mit Kugelgießzangen ausgeliefert, mit denen je eine Rundkugel und ein Ogivalgeschoss, beide überkalibrig, gegossen werden konnten. An die Armee wurden auch „Gang Moulds“ geliefert, die das gleichzeitige Gießen von sechs Ogivalgeschossen erlaubten. Die Ogivalgeschosse hatten einen flachen Boden.

### Einpressen der Ladung

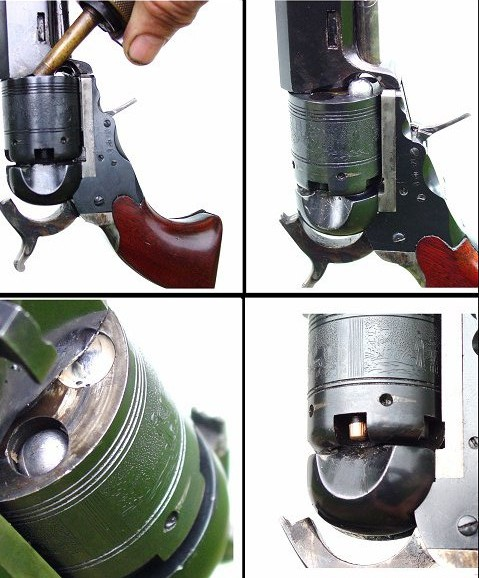
Laden eines Perkussionrevolvers

Nun wird das Geschoss fest in die Ladungskammer eingepresst – das erfolgt meistens mit einer direkt am Revolver angebrachten Laderamme. Dazu wird die Trommel dorthin gedreht, wo sich die Laderamme befindet (Bei Colt-Modellen unter dem Lauf), daraufhin wird der Hebel der Ramme gelöst und nach unten gedrückt. Ein passgenauer Bolzen drückt das Projektil in die Kammer und presst es auf das Pulver, das somit verdichtet wird.
Die frühen Colt-Paterson Revolver hatten noch keine Ladepressen. Zum Laden mussten Lauf und Trommel abgenommen werden. Das Laden der fünfschüssigen Trommel erfolgte mit speziellen Pulverflaschen, die an einem Ende fünf Einfüllstutzen fürs Pulver und am andern fünf Kanäle für die Kugeln hatten, was das gleichzeitige Laden aller Kammern erlaubte. Zum Einpressen der Kugeln in die wieder aufgesetzte Trommel diente ein separater Ladehebel, bei dem der Schlitz am vorderen Ende der Trommelachse als Widerlager diente. Erst am 29. August 1839 wurde Colt ein US-Patent für einen Kugelsetzer erteilt. Hierbei handelt es sich um einen unter dem Lauf angebrachten Hebel, der umgangssprachlich als Ladehebel oder Ladepresse bezeichnet wird.

### Scharfmachen der Waffe

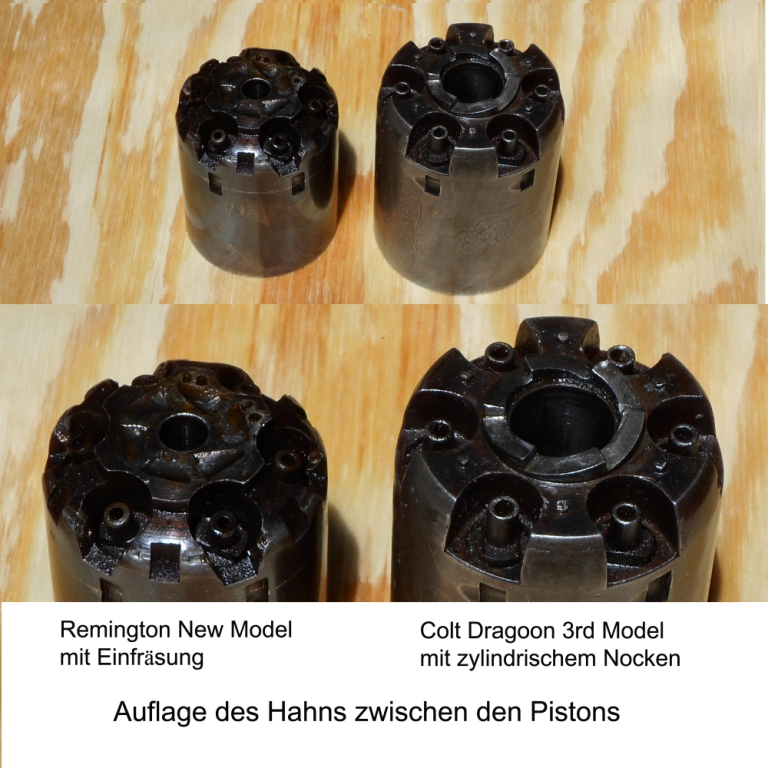
Hahnauflage Colt, Remington

Nachdem alle Kammern geladen sind, werden die Zündhütchen auf die Pistons aufgesteckt. Um dies zu erleichtern, hat der Revolver hinter der Trommel eine seitliche Aussparung, man dreht die Trommel, bis sich jeweils ein Piston vor der Aussparung befindet, und setzt das Zündhütchen auf. Ist die Waffe vollständig geladen, muss zum Schießen nur noch der Hahn vollständig gespannt werden, die Waffe ist schussbereit. Zum Sichern wird der Hahn von Hand zwischen zwei Pistons auf die Trommel abgesetzt. Die Trommel wird (beim Coltrevolver) durch kleine Nocken und eine passende Einfräsung am Hahn gegen ungewolltes Drehen gesichert. Bei Remington hat die Trommel Einfräsungen, in die der Hahn eingreift.

### Nach dem Feuern
Nach dem Schuss müssen die abgeschlagenen Zündhütchen vom Piston entfernt und die Ladungskammern grob gereinigt werden. Der Ladevorgang kann nun wieder von vorne beginnen.

### Alternativen
Da das Laden relativ lange dauert, war es üblich, eine zweite oder dritte Trommel zu nutzen (vor allem im Sezessionskrieg wurde das oft von Offizieren getan). Diese wurde vorgeladen. War eine Trommel leergeschossen, wurde sie durch eine geladene ersetzt.
Bei Colt-Revolvern gestaltete sich dies relativ umständlich:
- Lösen des Verriegelungskeiles mittels Messer oder Holzstück. Eine Schraube verhindert das Herausfallen.
- Abziehen der Laufgruppe nach vorn
- Abziehen der leeren Trommel von der Laufachse
- Einsetzen der neuen Trommel. Zum Abziehen und Einsetzen der Trommel muss der Hahn etwas angehoben werden.
- Aufstecken der Laufgruppe
- Einschieben des Verriegelungskeils

Der Schütze hantierte also mit vier Einzelteilen.
Im Gegensatz hierzu war der Trommelwechsel bei dem insbesondere von den Unionstruppen geführten Remington New Model Army wesentlich einfacher:
- Abklappen der Ladepresse
- Ziehen der Trommelachse nach vorn, wobei diese an der Waffe blieb
- Entnahme der leeren Trommel zur Seite
- Einsetzen der neuen Trommel
- Zurückschieben der Trommelachse
- Hochklappen der Ladepresse

Um ein schnelleres Laden zu sichern, wurden auch recht bald Papierpatronen verwendet. Diese waren fertig vorkonfektionierte Papierhülsen, die das Geschoss und die Pulverladung beinhalteten. Zum Laden wurde das Papier aufgerissen, das Pulver in die Kammer geschüttet und das Papier gleich als Zwischenlage verwendet. Anschließend erfolgte das Einsetzen des Projektils. Der Rest folgte wie oben beschrieben.

## Rechtliche Situation

### Deutschland
Der legale Besitz von Perkussionsrevolvern setzt in Deutschland eine Erlaubnis (i. d. R. Waffenbesitzkarte) voraus, auch sonst gelten für sie alle Vorschriften, die auch für Patronenwaffen gelten.
Für den Erwerb und den Umgang mit Treibladungspulver ist eine zusätzliche Genehmigung nach [§27 Sprengstoffgesetz] erforderlich.

### Österreich
Auch in Österreich benötigt man, wie in Deutschland, für den Erwerb eine gültige Waffenbesitzkarte. Waffen, deren Entwicklungsdatum vor 1871 liegt, sind jedoch nicht zu der genehmigten Anzahl an Kategorie-B-Waffen hinzuzurechnen.

„§23 Abs. 2a:
Schusswaffen der Kategorie B, deren Modell vor 1871 entwickelt wurde, sind in die von der Behörde festgelegte Anzahl nicht einzurechnen.“

### Schweiz
In der Schweiz sind Waffenerwerb, Besitz und Umgang durch das Bundeswaffengesetz geregelt. Seit dem 12. Dezember 2008 sind nach 1870 hergestellte Perkussionsrevolver der Waffenerwerbsscheinpflicht unterstellt, das heißt bewilligungspflichtig für den Erwerb (Art. 9 WG). Der Besitz ist frei, außer für Angehörige gewisser Staaten (Art. 9 der Verordnung).